# Цитратсинтаза
Цитратсинтаза (КФ 2.3.3.1 ранее 4.1.3.7) — фермент, катализирующий реакцию конденсации ацетата (ацетил-CoA) и оксалоацетата, в результате чего образуется цитрат. Синтетаза цитрата обнаружена практически во всех клетках аэробных организмов, катализируемая реакция является лимитирующей на первом этапе цикла трикарбоновых кислот.
Фермент располагается в митохондриальном матриксе эукариот, однако кодируется ядерным геномом. Синтез осуществляется на рибосомах цитоплазмы, а затем синтаза цитрата транспортируется в матрикс митохондрии.
- ацетил-CoA
- Щавелевоуксусная кислота
- Лимонная кислота

ацетил-CoA + оксалоацетат + H2O → цитрат + CoA-SH